# سد وادي السداد الأول
سد وادي السداد الأول أحد سدود الطائف التاريخية.

## الوصف
يقع وادي السداد غرب شقصان٬ الواقعة إلى الجنوب الشرقي لمدينة الطائف بنحو ستين كيلومترًا، بني في أعلى وادي السداد، يبلغ طوله 70.60 متر، وسمكه 3.80 متر، وارتفاعه 2.50 متر، وبطرفه الشمالي يوجد مفيض لتصريف مياه الأمطار عند امتلاء السد بالماء، وهو من النوع المتدرج على حطتين. يرجع تاريخ بنائه إلى العصر الأموي.